# Neoclytus resplendens
Neoclytus resplendens là một loài bọ cánh cứng trong họ Cerambycidae.